# Ehrenfried Walter von Tschirnhaus
Ehrenfried Walter von Tschirnhaus (alemany: Ehrenfried Walther von Tschirnhaus)  (Sławnikowice, 10 d'abril de 1651 - Dresden, 11 d'octubre de 1708), també escrit Ehrenfried Walther von Tschirnhaus, comte de Kieslingswalde i Stolzenberg, va ser un científic alemany del segle xvii, amic de Leibniz.

## Vida
Nascut en una família aristocràtica que havia tingut el domini de Kieslingswalde (actualment Sławnikowice a Polònia) durant més de quatre-cents anys, va rebre des de nen una bona educació: el seu pare havia estudiat a Itàlia i la seva mare era d'origen escocès. Va fer l'escola secundària a Görlitz, aleshores un centre cultural de relativa importància i va viatjar força pels Països Baixos i Anglaterra.
Amb disset anys va començar a estudiar medicina i "matemàtiques modernes" (cartesianes) a la Universitat de Leiden, on va romandre set anys, excepte un any i mig en què va ser soldat de l'exèrcit holandès en la guerra francoholandesa. En aquest període va formar part del cercle de Spinoza i els seus seguidors.
L'estiu de 1675 va viatjar a París, on va conèixer Leibniz (cinc anys més gran que ell) amb qui va estar treballant durant més d'un any en problemes d'àlgebra i càlcul. La seva relació epistolar amb Leibnitz duraria tota la seva vida.
Des de 1676 fins a 1679 va estar a Itàlia, sobretot a Roma i Milà, on va fer experiments amb miralls corbats amb Athanasius Kircher i Septalius. En el seu retorn a Saxònia, va passar per Amsterdam on va col·laborar en l'edició dels escrits del seu amic Baruch Spinoza que havia mort uns anys abans.
La majoria del temps entre 1679 i 1692 va romandre a la seva casa natal, estudiant matemàtiques i experimentant amb miralls còncaus els efectes en la temperatura. El 1682 va ser escollit membre de l'Acadèmia de Ciències de París i, poc després, es casa amb Elisabeth Eleonore von Lest. És en aquesta època que publica la majoria dels seus escrits matemàtics.
El 1693 declina l'oferiment de presidir la recentment fundada Universitat de Halle
A partir de 1696 i amb uns acords de la cort de Dresde, es va dedicar a la indústria, creant fàbriques de vidre i treballant en el descobriment de la porcellana, tot i que el descobriment potser és més degut al seu col·laborador Johann Friedrich Böttger.

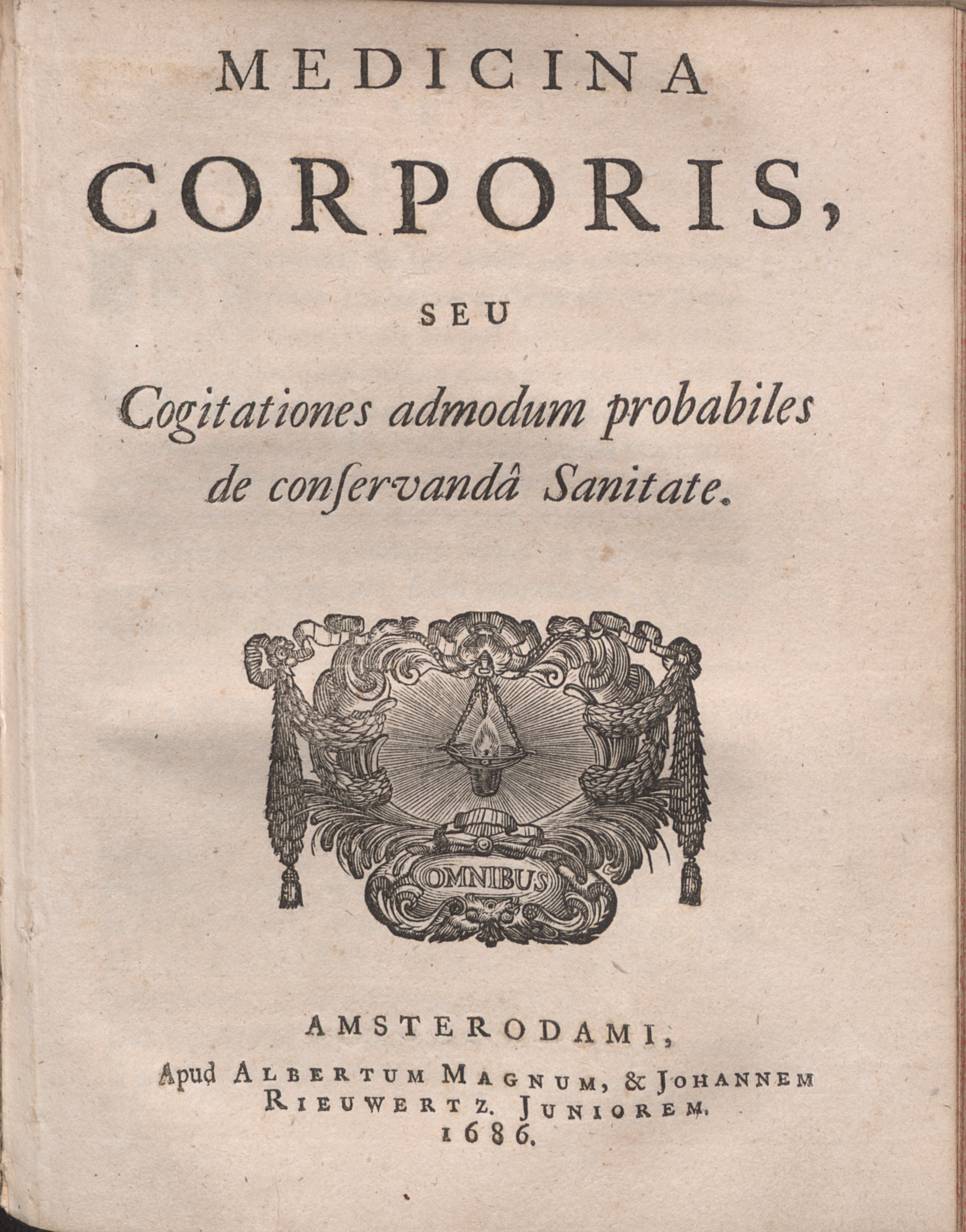
Medicina corporis, 1686

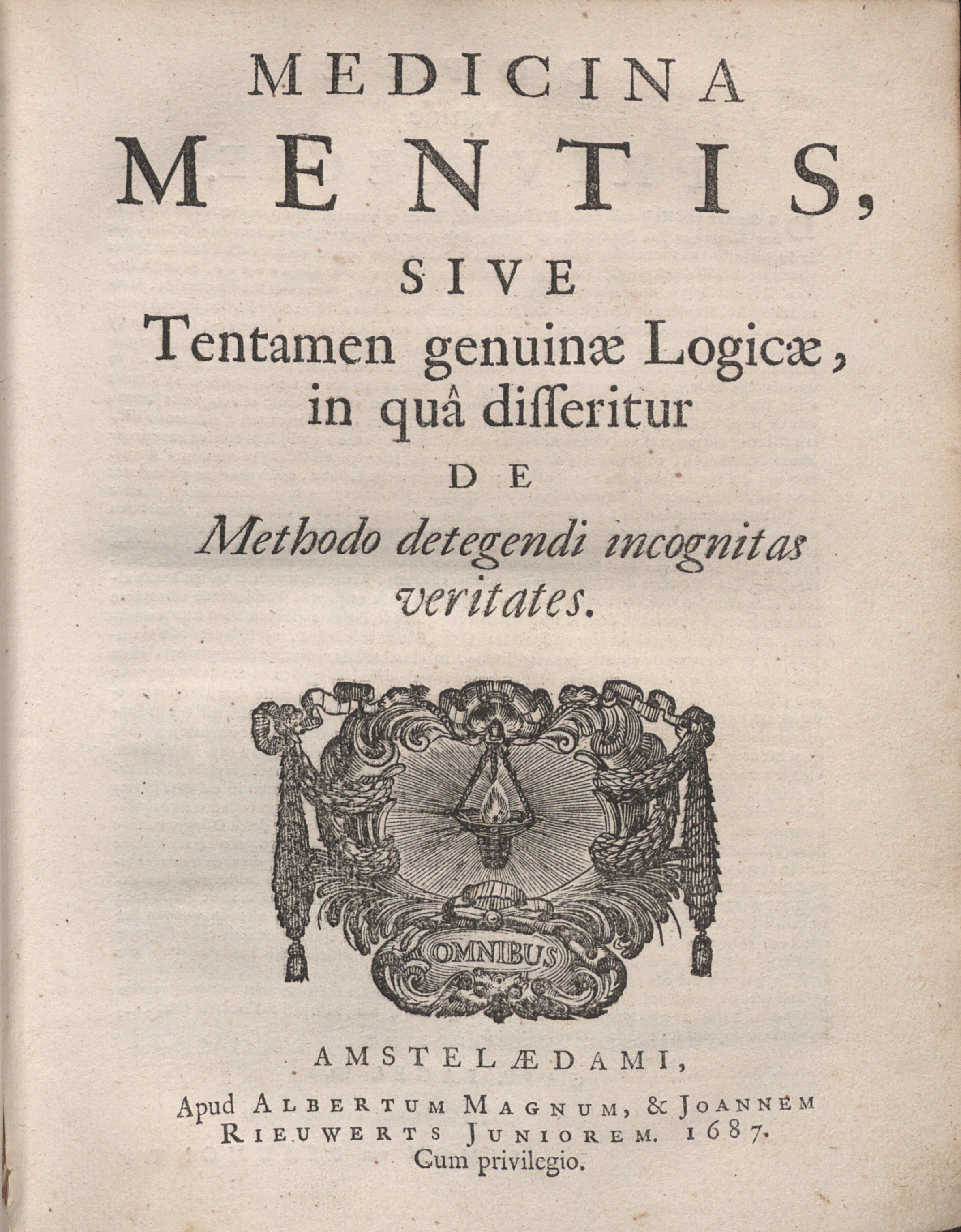
Medicina mentis, 1687

## Obra
Com a matemàtic, i malgrat que Tschirnhaus era un autodidacte que perseguia algorismes de càlcul a tot arreu on trobava certs resultats particulars interessants, les seves troballes tenen interès per la història de les matemàtiques. El 1683 va publicar el seu article Methodus auferendi omnes terminos intermedios ex data aequatione on s'exposa la base del que avui coneixem com la Transformació de Tschirnhaus, un algorisme que permet convertir una equació de grau {\displaystyle n} en una altra que no té termes en {\displaystyle x^{n-1}} ni en {\displaystyle x^{n-2}}.
El nucli de la seva filosofia està exposat en dos llibres, Medicina Mentis (Amsterdam, 1687) i Medicina Corporis (Amsterdam, 1686), que després va ampliar i editar conjuntament amb el títol de Medicina Mentis, sive Artis Inveniendi praecepta generalia (Leipzig, 1695). En ell defensa l'Ars Inveniendi com l'únic mètode correcte de la filosofia; això implica que la filosofia ha de renunciar a qualsevol mena d'especulació i acabar amb les subtileses, que la paraula mètode ha de tenir el seu sentit original de via o camí vers alguna cosa i que tothom l'ha de seguir per si mateix sense repetir allò que els ha estat ensenyat.
El 1723, quinze anys després de la seva mort es va subhastar la seva biblioteca, composta per més de 2000 títols, la majoria dels quals d'alquimia, medicina, dret, filosofia, matemàtiques i filosofia natural.